# Roewe i6
Roewe i6 – samochód osobowy klasy kompaktowej produkowany pod chińską marką Roewe w latach 2017–2019, jako Roewe i6 Plus w latach 2019–2022, jako Roewe i6 Max w latach 2020–2023 oraz jako Roewe i6 Max EV od 2023 roku.

## Historia i opis pojazdu

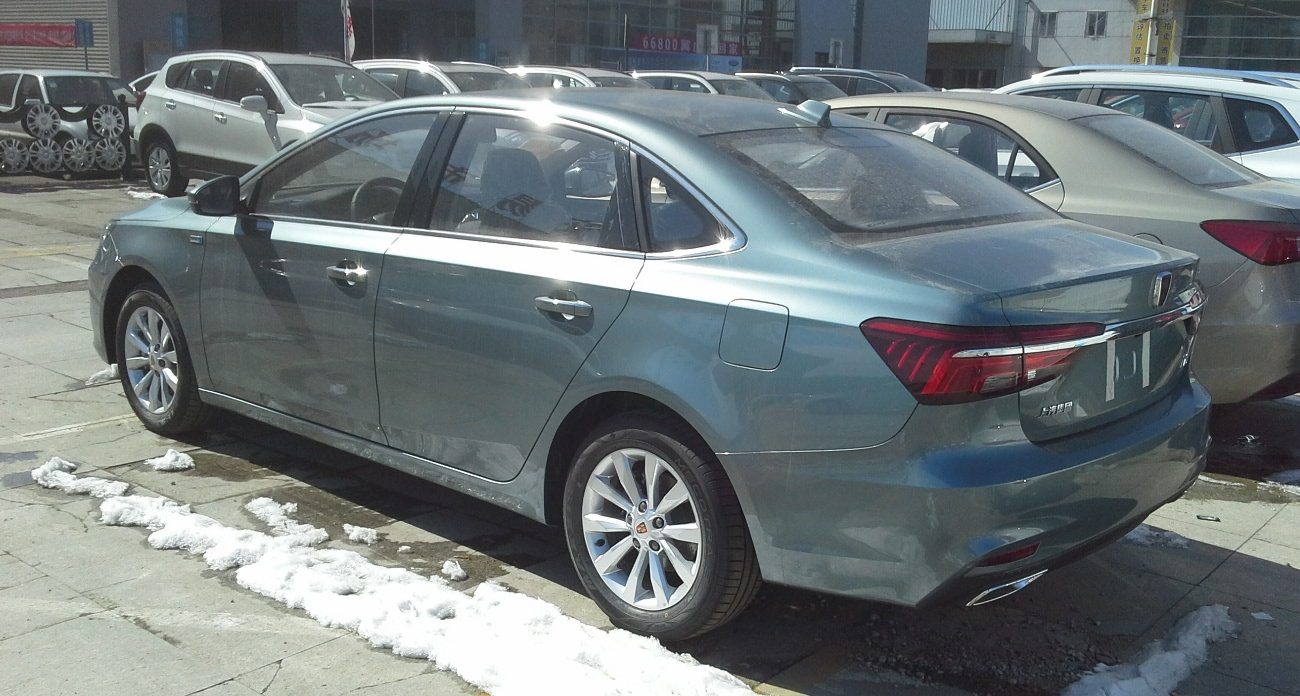
Roewe i6 - tył

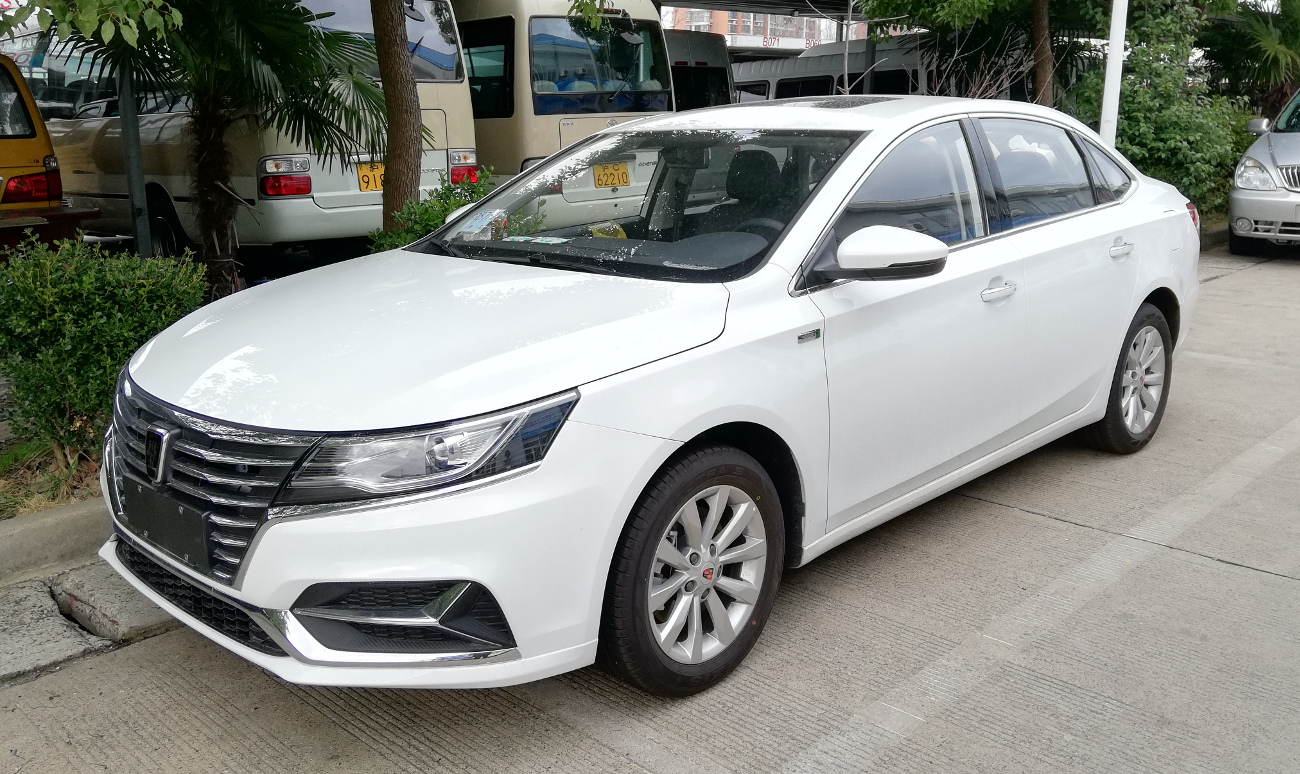
Roewe i6 Plus po liftingu

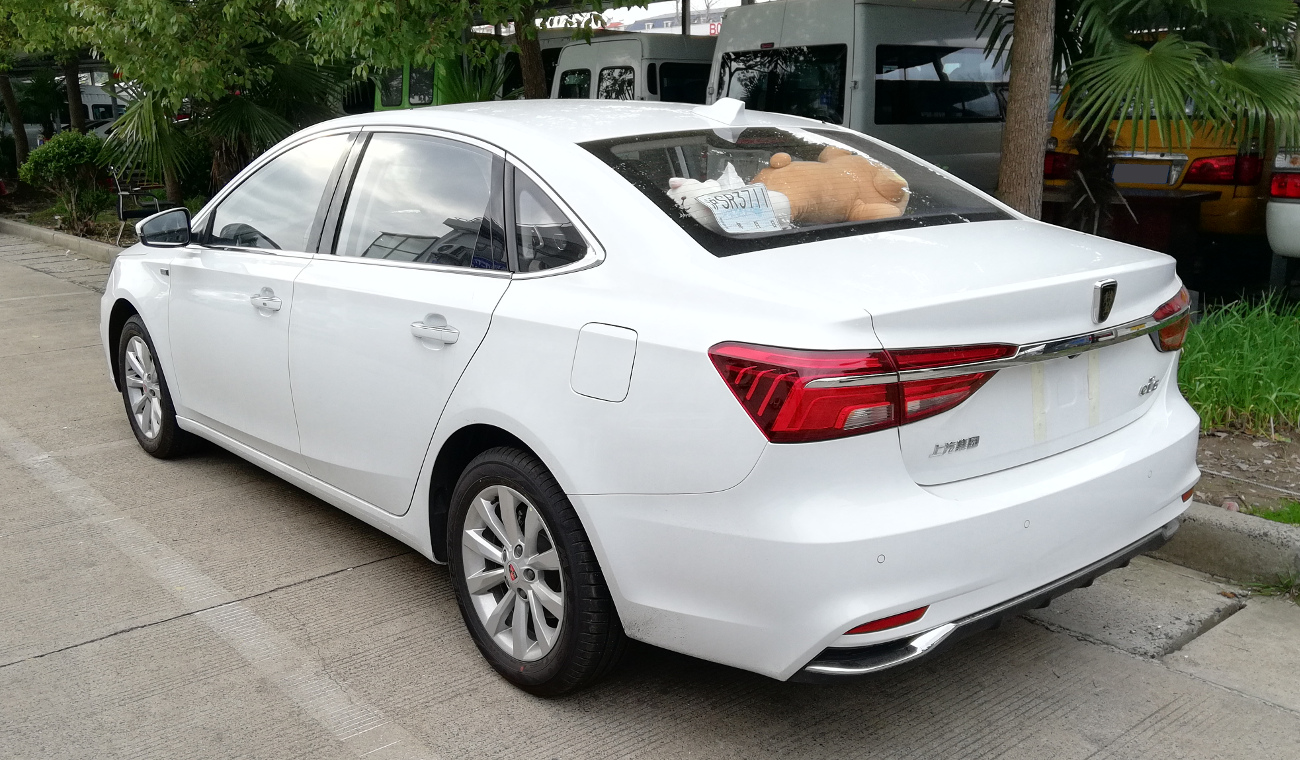
Roewe i6 Plus - tył po liftingu

Roewe i6 został zaprezetnowany w listopadzie 2016 roku podczas wystawy samochodowej Guangzhou Auto Show jako pierwszy model chińskiego producenta zbudowany według nowego języka stylistycznego, którego pierwszą zapowiedzią był przedstawiony w 2015 roku prototyp Roewe Vision R Concept. W dotychczasowej gamie producenta Roewe i6 zastąpiło model 550.
Pas przedni przyozdobiły agresywnie stylizowane reflektory z ciemnymi wkładami, a także duża chromowana atrapa chłodnicy, z kolei tylną część nadwozia przyozdobiły rozległe dwuczęściowe lampy połączone chromowaną poprzeczką. Gamę jednostek utworzyła zarówno trzycylindrowa, jak i czterocylindrowa jednostka benzynowa o pojemności oraz mocy odpowiednio 1.0l i 125KM oraz 1.5l i 170 KM.

### ei6
Równolegle z Roewe i6 zadebiutowała także spalinowo-elektryczna odmiana Roewe ei6. Hybrydowy układ napędowy z możliwością ładowania z gniazdka osiągnął maksymalną moc 300 KM, z czego silnik elektryczny rozwinął 134 KM mocy. Pojazd rozwijał 100 km/h po 7,5 sekundy, z kolei maksymalna prędkość wyniosła 200 km/h. Bateria o pojemności 9,1 kWh umożliwiła przjechanie ok. 51 kilometrów na jednym ładowaniu.

### Lifting
W marcu 2019 roku Roewe i6 przeszedł obszerną restylizację, w ramach której producent zdecydował się dokonać korekty nazwy na Roewe i6 Plus. Przyniosła ona przemodelowany przód z większą atrapą chłodnicy, a także innymi wkładami reflektorów oraz lamp tylnych wykonanymi w technologii LED.

### Silniki
- R3 1.0l Turbo
- R4 1.5l Turbo

### i6 Max

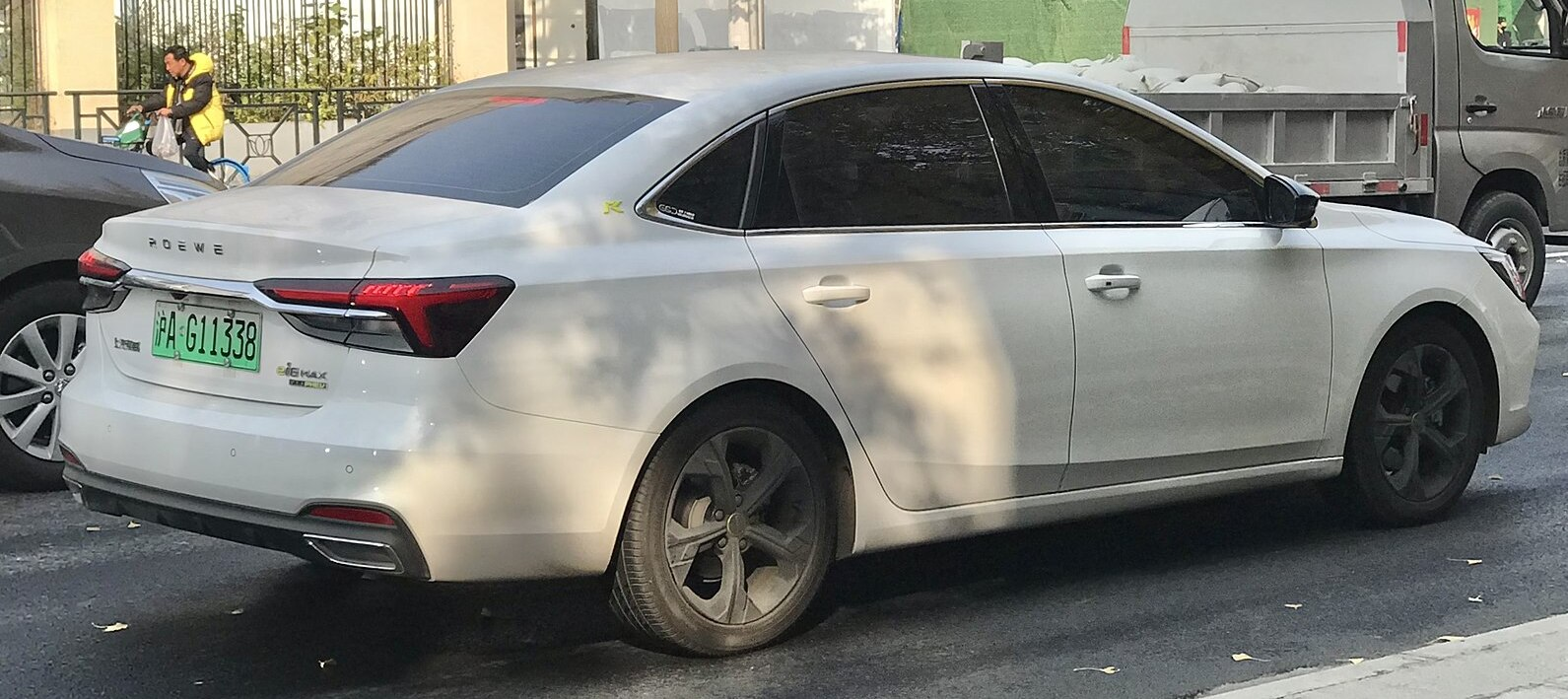
Roewe i6 - tył

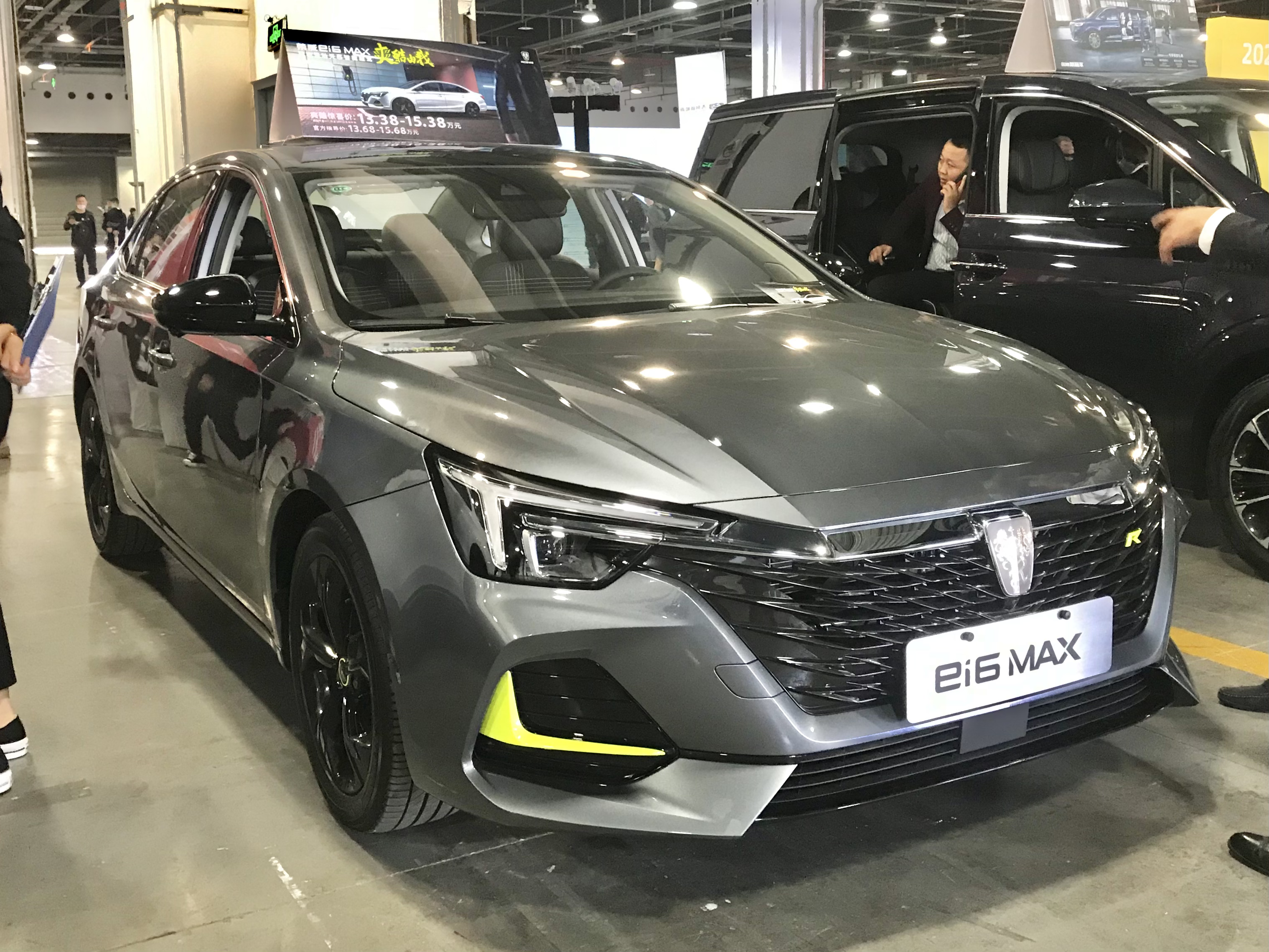
Roewe ei6 Max

Roewe i6 Max został zaprezentowany po raz pierwszy w 2020 roku.
Model i6 Max poszerzył gamę Roewe jako większy, bardziej awangardowo stylizowany model oparty na podstawowym i6 Plus, stanowiący element nowej linii bardziej luksusowych i zaawansowanych technologicznie modeli MAX.
Odróżnił się od niego przede wszystkim dłuższym nadwoziem, a także rozległą, awangardowo ukształtowaną atrapą chłodnicy w kształcie sześciokąta i chromowaną poprzeczką. Reflektory z charakterystycznym wcięciem wykonano w technologii LED, podobnie jak lampy tylne. W kabinie pasażerskiej producent zastosował nowy projekt deski rozdzielczej z rozległym, 14,3-calowym pionowym wyświetlaczem systemu multimedialnego, a także wstawkami z materiałem piano black.
Gamę jednostek napędowych utworzył jeden, czterocylindrowy silnik benzynowy o pojemności 1,5-litra z turbodoładowaniem, który jest autorską konstrukcją koncernu SAIC.

### ei6 Max/i6 Max EV
Podobnie jak w przypadku mniejszego i6, także i gamę jednostek napędowych i6 Max utworzyła odmiana hybrydowa o nazwie Roewe ei6 Max. Układ napędowy pojazdu utworzył 1,5-litrowy silnik benzynowy o mocy 166 KM razem z silnikiem elektrycznym o mocy 136 KM. Bateria ładowana z gniazdka pozwala przejechać na jednym ładowaniu do 70 kilometrów.
W marcu 2023 wycofano wariant hybrydowy i zastąpiono go odmianą w pełni elektryczną, i6 MAX EV. Pod kątem wizualnym odróżniła się ona jedynie portem ładowania w przednim lewym błotniku, z kolei układ napędowy utworzył 181-konny silnik elektryczny o maksymalnym momencie obrotowym 280 Nm. 61,1 kWh bateria pozwoliła na uzyskanie maksymalnego zasięgu do 502 kilometrów na jednym ładowaniu według cyklu pomiarowego NEDC.

### Silnik
- R4 1.5l Turbo